# Liste der Bodendenkmäler in Garching an der Alz
Auf dieser Seite sind die Bodendenkmäler in der oberbayerischen Gemeinde Garching an der Alz zusammengestellt. Diese Tabelle ist eine Teilliste der Liste der Bodendenkmäler in Bayern. Grundlage ist die Bayerische Denkmalliste, die auf Basis des Bayerischen Denkmalschutzgesetzes vom 1. Oktober 1973 erstmals erstellt wurde und seither durch das Bayerische Landesamt für Denkmalpflege geführt wird. Die folgenden Angaben ersetzen nicht die rechtsverbindliche Auskunft der Denkmalschutzbehörde.

## Bodendenkmäler in Garching an der Alz
| Lage                              | Objekt | Akten-Nr.     | Bild                                 |
| --------------------------------- | --- | ------------- | ------------------------------------ |
| (Standort)                        | Verebnete Grabhügel vorgeschichtlicher Zeitstellung. | D-1-7841-0021 |                                      |
| (Standort)                        | Verebnete Grabhügel mit Bestattungen der Hallstattzeit. | D-1-7841-0022 |                                      |
| (Standort)                        | Grabhügel vorgeschichtlicher Zeitstellung. | D-1-7841-0025 |                                      |
| (Standort)                        | Vogelherd des späten Mittelalters oder der frühen Neuzeit. | D-1-7841-0026 |                                      |
| (Standort)                        | Viereckschanze der späten Latènezeit. | D-1-7841-0027 |                                      |
| (Standort)                        | Siedlung vorgeschichtlicher Zeitstellung, u. a. der frühen Latènezeit. | D-1-7841-0032 |                                      |
| (Standort)                        | Archäologische Befunde im Bereich eines Kanalsystems des hohen Mittelalters. | D-1-7841-0061 |                                      |
| (Standort)                        | Siedlung der mittleren Bronzezeit und der Urnenfelderzeit, Brandgräber der Urnenfelderzeit und Reihengräberfeld des frühen Mittelalters.                                                                                           | D-1-7841-0166 |                                      |
| (Standort)                        | Körpergräber des frühen Mittelalters. | D-1-7841-0167 |                                      |
| (Standort)                        | Verebnete Grabhügel mit Bestattungen der Bronzezeit. | D-1-7841-0168 |                                      |
| (Standort)                        | Abschnittsbefestigung vor- und frühgeschichtlicher Zeitstellung. | D-1-7841-0169 |                                      |
| Kirchenweg; Oberberg 1 (Standort) | Untertägige mittelalterliche und frühneuzeitliche Befunde im Bereich von Schloss Wald an der Alz und seiner Vorgängerbauten mit ehemaligen Schlosskapelle und katholischen Pfarrkirche St. Erasmus und zugehörigem Wirtschaftshof. | D-1-7841-0172 | weitere Bilder                       |
| (Standort)                        | Untertägige spätmittelalterliche und frühneuzeitliche Befunde im Bereich der katholischen Filialkirche St. Stephan in Mauerberg.                                                                                                   | D-1-7841-0184 | weitere Bilder                       |
| (Standort)                        | Untertägige spätmittelalterliche und frühneuzeitliche Befunde im Bereich der katholischen Filialkirche St. Ulrich in Schnabling.                                                                                                   | D-1-7841-0201 |                                      |
| Altöttinger Straße 43 (Standort)  | Untertägige frühneuzeitliche Befunde im Bereich der katholischen Pfarrkirche St. Nikolaus in Garching an der Alz und ihres Vorgängerbaus.                                                                                          | D-1-7841-0202 | Untertägige frühneuzeitliche Befunde |